# Устад Вилайят Хан
Устад Вилайят Хан (хинди उस्ताद विलायत ख़ाँ, англ. Ustad Vilayat Khan; 28 августа 1928, Гаурипур, Восточная Бенгалия, Британская Индия (ныне Бангладеш) — 13 марта 2004, Мумбаи) — индийский музыкант, ситарист классического стиля, композитор и певец (традиция хиндустани).

## Биография
Потомственный музыкант. Игре на ситаре обучался у отца Инайята Хана, одного из самых видных музыкантов на ситаре в первых десятилетиях XX века, как и его дед Имдад Хан, пению — у матери.
Свой первый диск со скоростью вращения 78 об / мин записал в возрасте 8 лет. Свой первый концерт дал на Всебенгальской музыкальной конференции.
Усовершенствовал инструмент — изменил его настройку, разработал новую технику игры, при которой ситара приближается по тембру к человеческому голосу. Специализируется на исполнении инструментальных композиций в стилях тумри и дадра. Часто концертировал в ансамбле с Имратом Ханом (сурбахар) и таблистом Шантой Прасадом.
В 1964 году выступал на Эдинбургском международном фестивале. Неоднократно гастролировал в странах Западной Европы, в 1956 году посетил ряд городов СССР.
В 1964 и 1968 годах был награжден Падма Шри и Падма Бхушан, одними из высших гражданских наград Индии, но отказался принять их, объявив комитет музыкально некомпетентным, чтобы судить его. В январе 2000 года был удостоен Падма Вибхушан, но снова отказался от награды, заявив, что не примет никаких наград, которые были даны до него другим ситаристам, по его мнению, менее достойных этих наград. «Если в Индии есть какая-либо награда за игру на ситаре, я должен её получить первым».
Кроме того, награждался премией государственной академии музыки, танца и драмы Сангит Натак.
Серебряный медалист Первого ММК 1959 года за музыку к фильму «Музыкальная комната» (Джалсагхар, Индия).
Умер от рака лёгкого.